# Vismarkt (Hoorn)
De Vismarkt is een van de kleinste straten in de Noord-Hollandse stad Hoorn. De straat is gelegen tussen de Appelhaven, Vijzelstraat en de Nieuwendam. De straat ligt middels een verbreding ook gedeeltelijk aan het water van de Appelhaven. De haven loopt rondom het eiland Venidse.
Op Vismarkt 4 na zijn alle panden in enige mate beschermd, nummer 2 is een rijksmonument en nummer 8 is een gemeentelijk monument. De overige panden zijn beeldbepalende panden.

## Geschiedenis
De huidige Vismarkt is vernoemd naar de dagelijkse markt in Hoorn waar vis werd verkocht. Dit gebeurde tot 1508 op de Roode Steen. De Vismarkt bestaat uit de straat, met daaraan negen woningen, en een uitstulping in de voormalige Appelhaven. Dit stuk werd in 1560 aangelegd, waardoor de markt twee keer zo groot werd.
In 1742 kreeg de Vismarkt een van de twee stadspompen; de andere pomp stond op het Breed.
Tot 1912 bleef de straat in gebruik als vismarkt, compleet met een visafslag. De visafslag werd dat jaar verplaatst naar een gebouw naast de Hoofdtoren.

## Foto's

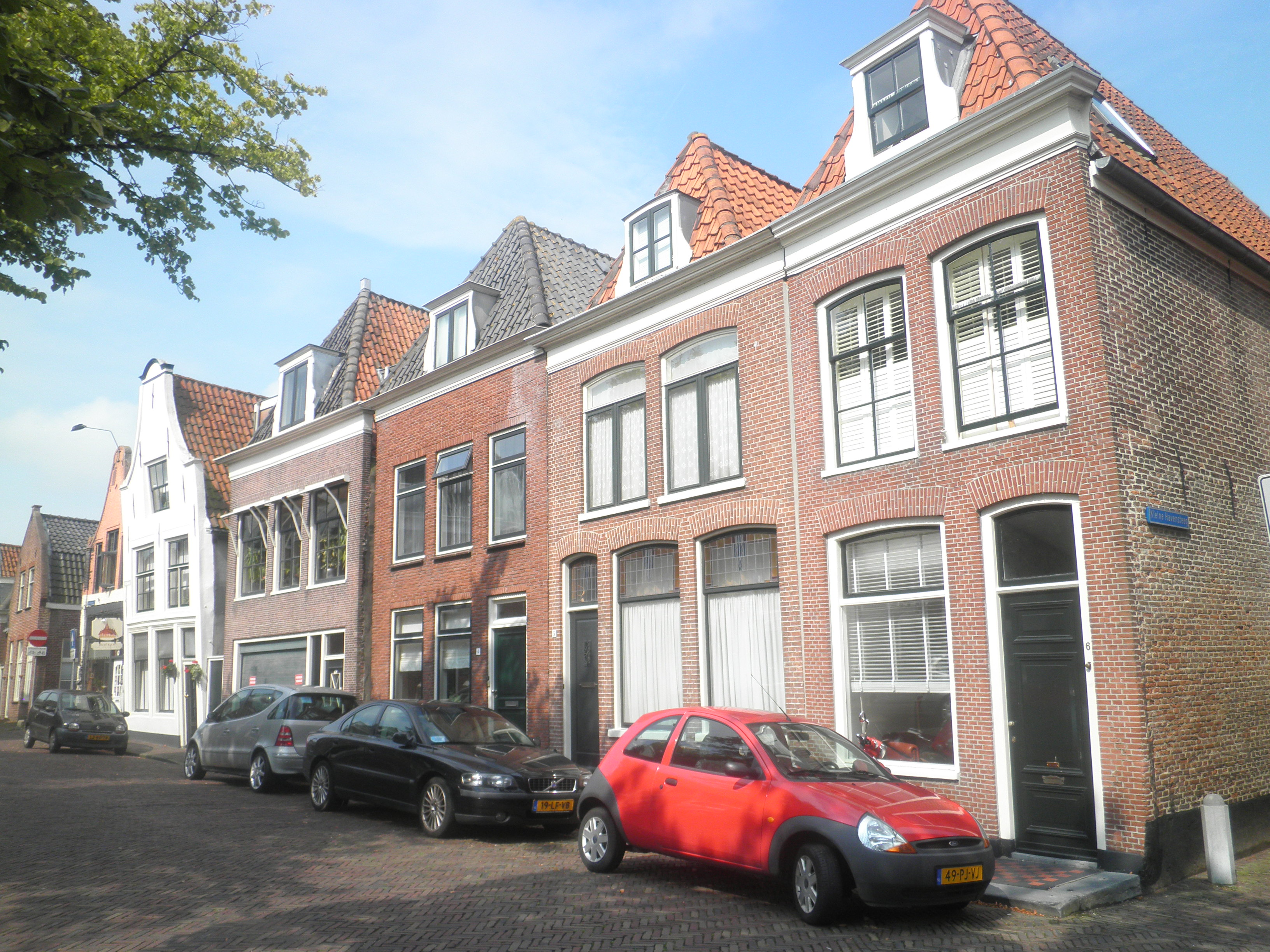
Huisnummer 1 tot en met 6
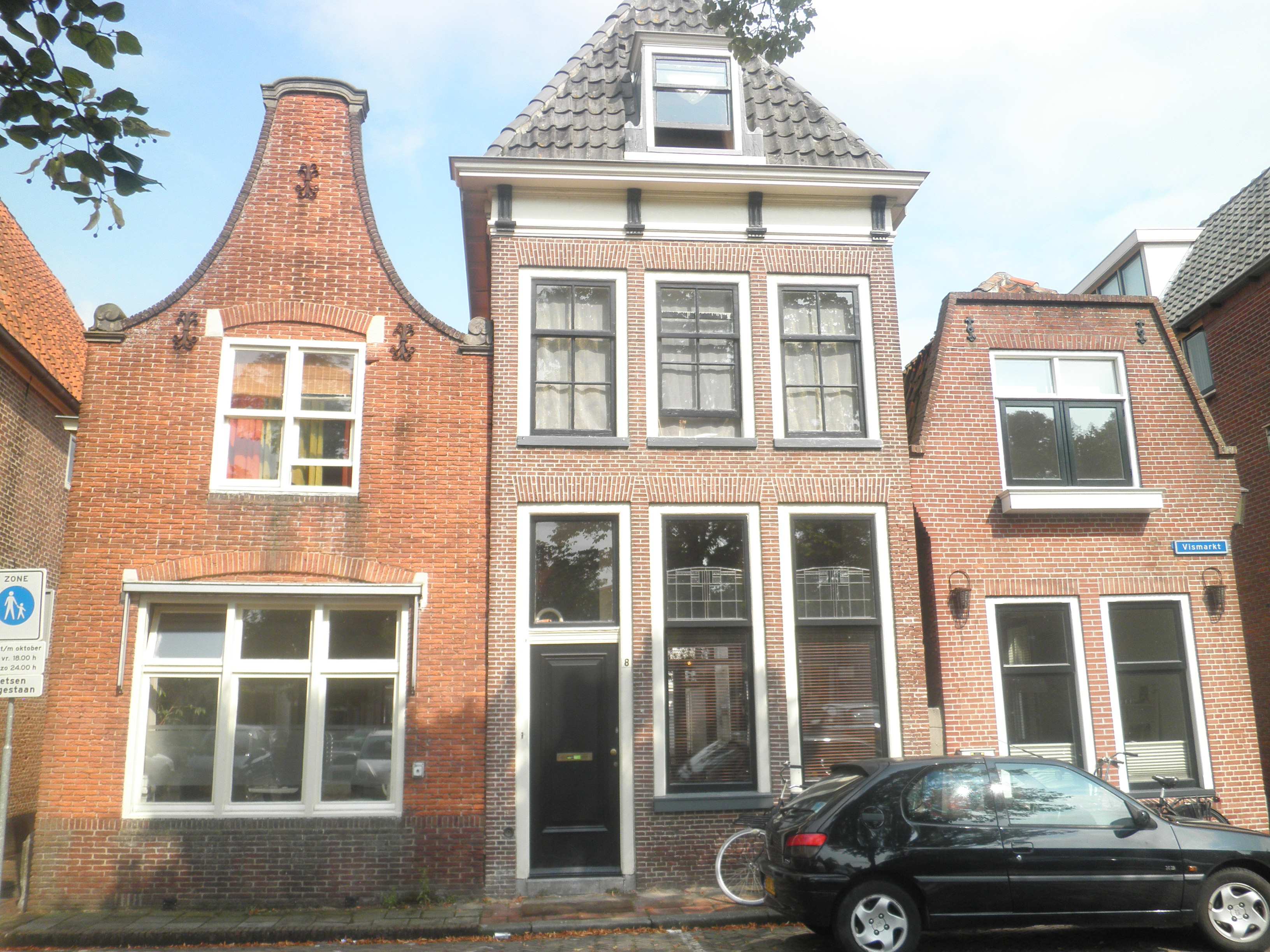
Huisnummers 7, 8 en 9
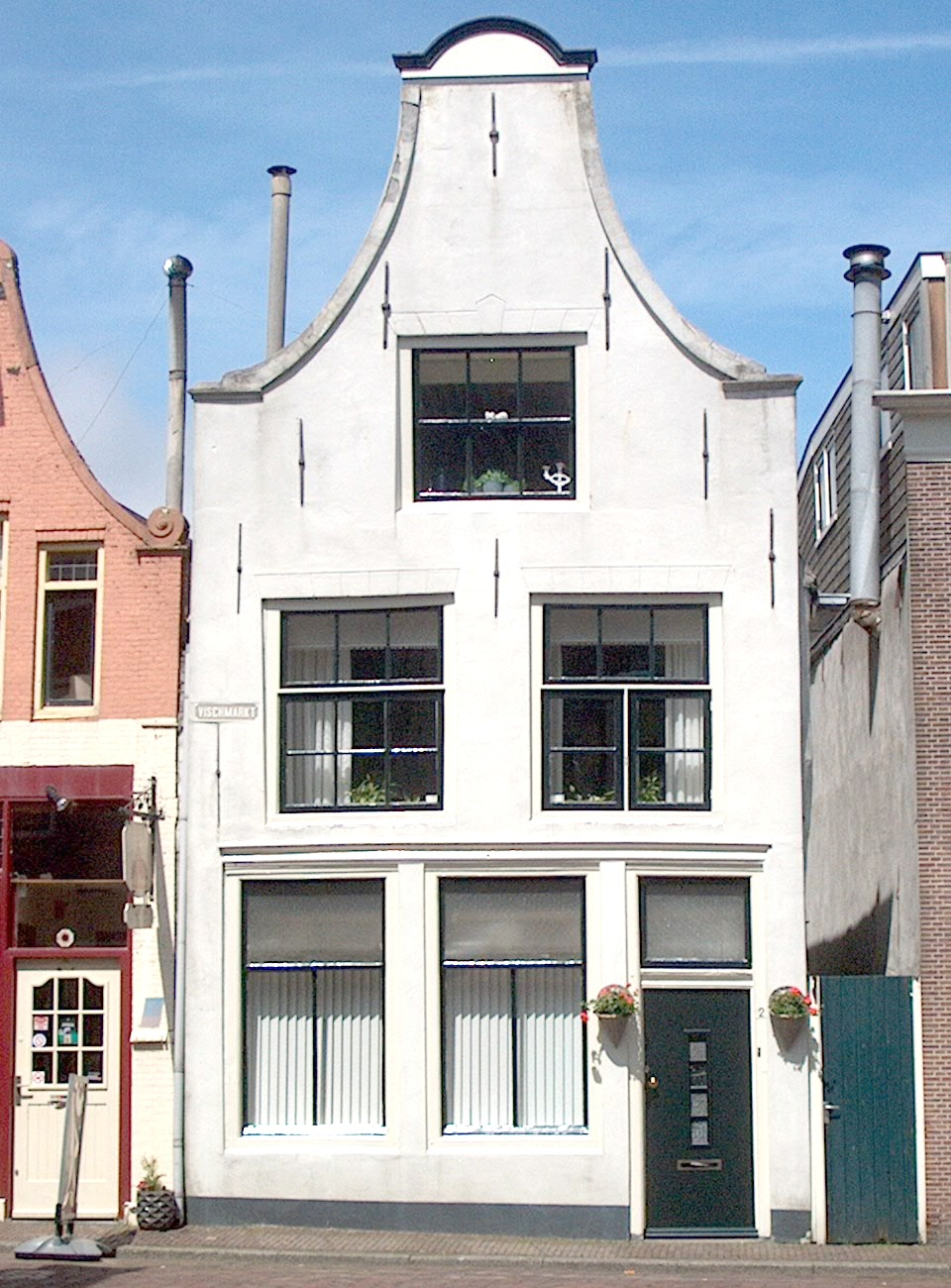
Vismarkt 2, het enige rijksmonument

Straten: ABC
· Achter de Vest
· Achter op 't Zand
· Achterom
· Achterstraat
· Appelhaven
· Baanstraat
· Bierkade
· Binnenluiendijk
· Breed
· Breestraat
· Buurtje
· Dal
· Draafsingel
· Dubbele Buurt
· G.J. Henninkstraat
· Gasfabriekstraat
· Gedempte Appelhaven
· Gedempte Turfhaven
· Gerritsland
· Gouw
· Grashaven
· Gravenstraat
· Grote Noord
· Grote Oost
· Hoge Vest
· Jeudje
· Italiaanse Zeedijk
· Keern (gedeeltelijk)
· Kerkstraat
· Kleine Noord
· Kleine Oost
· Koepoortsweg (gedeeltelijk)
· Korenmarkt
· Korte Achterstraat
· Kruisstraat
· Kuil
· Lange Kerkstraat
· Lindestraat
· Munnickenveld
· Muntstraat
· Nieuwe Noord
· Nieuwendam
· Nieuwland
· Nieuwstraat
· Noorderstraat
· Onder de Boompjes
· Oude Doelenkade
· Pakhuisstraat
· Peperstraat
· Ramen
· Scharloo
· Schuijteskade
· Slapershaven
· Spoorstraat
· Trommelstraat
· Turfhaven
· Veemarkt
· Veermanskade
· Venidse
· Vijzelstraat
· Vismarkt
· Visserseiland
· Vollerswaal
· West
· Westerdijk
· Wisselstraat
· Zon

Pleinen: De Driestal
· Kazerneplein
· Kerkplein
· Koepoortsplein
· Noorderveemarkt
· Roode Steen
· Vale Hen

Stegen: 't Glop
· Appelsteeg
· Arminiaanse Glop
· Bagijnensteeg
· Bottelsteeg
· Bottersteeg
· Broeksteeg
· Brouwerijsteeg
· Clara's Klooster
· De Zak
· Duinsteeg
· Foreestensteeg
· Geldersesteeg
· Gortsteeg
· Hanekamsteeg
· Hemelsteeg
· Hoogesteeg
· Jan Haringsteeg
· Jan van Necksteeg
· Jeroenensteeg
· Kleine Havensteeg
· Kloppoort
· Knipboogsteeg
· Mallegomsteeg
· Melknapsteeg
· Molsteeg
· Mosterdsteeg
· Nieuwsteeg
· Oosterkerksteeg
· Paardensteeg
· Paradijssteeg
· Pieterseliesteeg
· Pompsteeg
· Proostensteeg
· Schellinkhoutersteeg
· Schoolsteeg
· Schotland
· Sliep Schaar en Messteeg
· Slijksteeg
· Smelterssteeg
· Tempelsteeg
· Turfsteeg
· Watertje
· Wester St. Jansteeg
· Wijdebrugsteeg
· Wijdesteeg
· Zevenhoeksesteeg
· Zoutkeetsteeg